# Денисова, Анна Владимировна
Денисова Анна Владимировна (1907 год, Белебей, Уфимская губерния — 4 июля, 1987 год, Белорецк) — советский врач-фтизиатр. Заслуженный врач РСФСР (1957). Заслуженный врач Башкирской АССР (1949). Почётный гражданин Белорецкого района и города Белорецк (1967).

## Биография
Денисова Анна Владимировна родилась в 1907 году в городе Белебей Уфимской губернии.
Окончила медицинский факультет Саратовского университета имени Н. Г. Чернышевского. С 1938 жила и работала в Белорецке. В 1938—1946 годах работала врачом в Белорецком противотуберкулёзном диспансере.
В 1946—1951 и 1957—1960 годы была заведующей городским отделом здравоохранения.
В 1951 году Анна Владимировна была избрана секретарем Белорецкого городского комитета КПСС, отвечала за социальную сферу.
В 1953—1957 и 1960—1966 годы работала врачом, затем главным врачом Белорецкого противотуберкулёзного диспансера.
Анна Владимировна Денисова скончалась 4 июля 1987 года в городе Белорецк.

## Почётные звания
- Заслуженный врач РСФСР (1957)
- Заслуженный врач Башкирской АССР (1949)
- Почётный гражданин Белорецкого района и города Белорецк (1967).